# Кукнур (Марий Эл)
Кукнур — село в Сернурском районе республики Марий Эл Российской Федерации. Входит в состав и является административным центром Кукнурского сельского поселения.
Численность населения — 795 чел. (2010 год).

## География
Кукнур располагается на обоих берегах небольшого притока реки Немда, в 38 км на север от административного центра Сернурского района — пгт Сернур, на границе республики Марий Эл и Кировской области.

## История

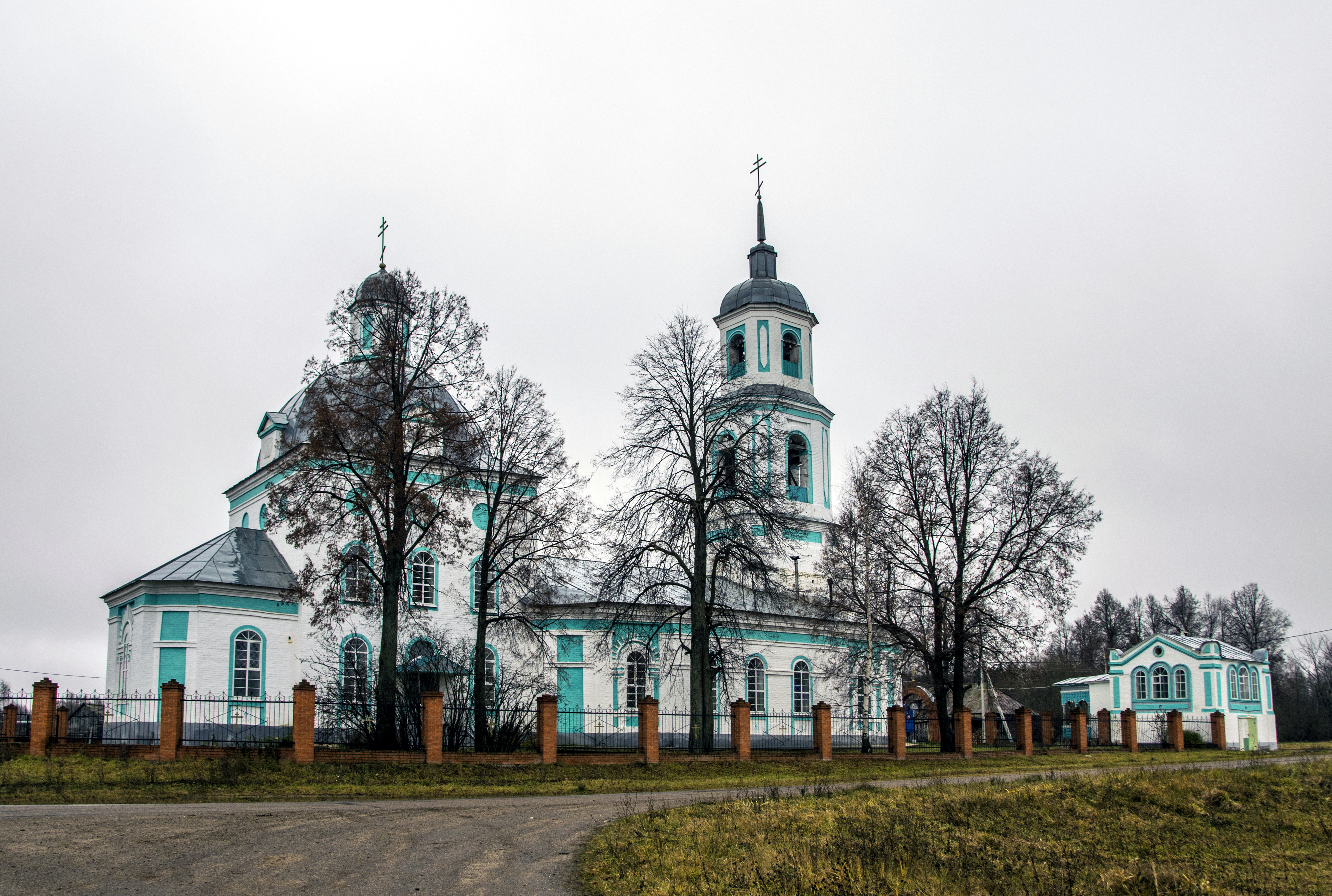
Крестовоздвиженский храм

Впервые упоминается в документах 1699 года.
В 1760 году была построена деревянная церковь, Кукнур получил статус села. В 1816 году началось строительство нового каменного храма в честь Воздвижения Животворящего Креста Господня с приделами во имя святителя Николая Чудотворца и в честь святителя Василия Великого. Главный престол был освящен в 1824 году. В селе действовала церковно-приходская школа.
С образованием Марийской автономной области село вошло в состав Сернурского кантона.
С приходом советской власти Кукнурский храм продолжал действовать вплоть до 1961 года — периода хрущёвских гонений на Церковь. В 1962 году здание церкви было частично разрушено и переоборудовано под зернохранилище. Храм был восстановлен к 2014 году, главный престол освящен архиепископом Йошкар-Олинским и Марийским Иоанном.

## Население
| 2002 | 2010 |
| ---- | ---- |
| 730  | ↗795 |

## Современное положение
В Кукнуре располагается администрация сельского поселения. Действует Кукнурская средняя общеобразовательная школа, дошкольная группа при ней, сельский дом культуры, библиотека, врачебная амбулатория, ветеринарный участок, отделение почтовой связи, магазины.
Жилой фонд представлен многоквартирными и индивидуальными домами усадебного типа. Дома обеспечены централизованным водоснабжением. Село не газифицировано.
С 1984 года в Кукнуре возле здания средней школы установлен памятник воинам, погибшим в годы Великой Отечественной войны. Также у здания сельской администрации в 1980 году был открыт памятник воинам, погибшим в годы ВОВ, выполненный в виде кирпичной стелы с мемориальной доской.
На окраине села и на реке Немде имеются освященные источники церкви Воздвижения Креста Господня.